# Tengèl·lids
Els tengèl·lids (Tengellidae) és una antiga família d'aranyes araneomorfes que havia format també l'antiga superfamília dels tengel·loïdeus (Tengelloidea). Actualment s'ha integrat dins dels zoròpsids (Zoropsidae).
Els gèneres d'aquesta antiga família que han passat als zoròpsids són:
- Anachemmis Chamberlin, 1919
- Austrotengella Raven, 2012
- Ciniflella Mello-Leitão, 1921
- Lauricius Simon, 1888
- Liocranoides Keyserling, 1881
- Socalchemmis Platnick & Ubick, 2001
- Tengella Dahl, 1901
- Titiotus Simon, 1897
- Wiltona Koçak & Kemal, 2008